# Indralayang
Indralayang is een bestuurslaag in het regentschap Garut van de provincie West-Java, Indonesië. Indralayang telt 4039 inwoners (volkstelling 2010).